# Conseil international du sport militaire
Il Conseil international du sport militaire (CISM),  Comitato Internazionale Sport Militari in italiano, è una associazione internazionale, membro di SportAccord, che governa lo sport militare e che organizza, ogni quattro anni, i Giochi mondiali militari dal 1995 e le edizioni dei campionati mondiali militari delle varie discipline sportive a partire dal II dopoguerra.

## Storia
Prima dell'attuale presidenza a guida Germania, si sono succeduti nell'incarico il generale delle Fiamme gialle, l'italiano Gianni Gola - che ha ricoperto la carica di presidente per 12 anni - il camerunense Malbum Kalkaba, il bahreinita Akeem Alshino e il francese Hervè Piccirillo.

## Discipline e relativi campionati mondiali
Sono 26 (23 tradizionali e 3 militari) le discipline di cui si occupa il CISM, organizzando periodicamente il relativo campionato mondiale militare.
Discipline tradizionali
- Corsa campestre, la LIV edizione dei Campionati mondiali militari di corsa campestre si è tenuta nel marzo 2010 ad Ostenda,  Belgio
- Pugilato, la LII edizione dei Campionati mondiali militari di pugilato si è tenuta nel novembre 2008 a Baku,  Azerbaigian
- Sci[2], la L edizione dei Campionati mondiali militari di sci si è tenuta nell'aprile 2008 a Fieberbrunn e Hochfilzen,  Austria
- Pallacanestro, la XLIX edizione dei Campionati mondiali militari di pallacanestro si è tenuta nel giugno 2009 a Klaipėda,  Lituania
- Vela, la XLIV edizione dei Campionati mondiali militari di vela si è tenuta nel marzo 2010 a Manama,  Bahrein
- Tiro, la XLIV edizione dei Campionati mondiali militari di tiro si è tenuta nell'agosto 2009 a Zagabria,  Croazia
- Nuoto[3], la XLIII edizione dei Campionati mondiali militari di nuoto si è tenuta nell'agosto 2009 a Montréal,  Canada
- Atletica leggera, la XLIII edizione dei Campionati mondiali militari di atletica leggera si è tenuta nel giugno 2009 a Sofia,  Bulgaria
- Calcio, la XLII edizione[4] dei Campionati mondiali militari di calcio si è tenuta nell'ottobre 2007 ad Hyderabad,  India
  - La V edizione dei Campionati mondiali militari di calcio femminile si è tenuta nel giugno 2009 a Biloxi,  Stati Uniti
- Scherma, la XLII edizione dei Campionati mondiali militari di scherma si è tenuta nell'aprile 2010 a La Guaira,  Venezuela
- Maratona, la XLII edizione dei Campionati mondiali militari di maratona si è tenuta nell'aprile 2009 a Belgrado,  Serbia
- Orientamento, la XLII edizione dei Campionati mondiali militari di orientamento si è tenuta nel settembre 2009 a Võru,  Estonia
- Pentathlon moderno, la XL edizione dei Campionati mondiali militari di pentathlon moderno si è tenuta nel luglio 2008 a Riga,  Lettonia
- Paracadutismo, la XXXIV edizione dei Campionati mondiali militari di paracadutismo si è tenuta nell'agosto 2009 a Lučenec,  Slovacchia
- Judo, la XXXIII edizione[4] dei Campionati mondiali militari di pallamano si è tenuta nell'ottobre 2007 ad Hyderabad,  India
- Pallavolo, la XXXI edizione dei Campionati mondiali militari di pallavolo si è tenuta nel maggio-giugno 2010 al Marine Corps Air Station Cherry Point,  Stati Uniti
- Lotta, la XXVI edizione dei Campionati mondiali militari di lotta si è tenuta nel settembre 2008 a Spalato,  Croazia
- Ciclismo, la XXII edizione dei Campionati mondiali militari di ciclismo si è tenuta nel settembre 2009 a Sofia,  Irlanda
- Taekwondo, la XVIII edizione dei Campionati mondiali militari di taekwondo si è tenuta nel maggio 2008 ad Seul,  Corea del Sud
- Pallamano, la XVI edizione[4] dei Campionati mondiali militari di pallamano si è tenuta nell'ottobre 2007 ad Hyderabad,  India
- Triathlon, la XV edizione dei Campionati mondiali militari di triathlon si è tenuta nel giugno 2008 a Otepää,  Estonia
- Golf, la VI edizione dei Campionati mondiali militari di golf si è tenuta nel novembre 2009 a Windhoek,  Namibia
- Equitazione, l'ultima edizione del Gran Prix internazionale militare di salto ad ostacoli si è tenuta nel settembre 2007 a Fontainebleau,  Francia

Discipline militari
- Pentathlon militare, la LVI edizione dei Campionati mondiali militari di pentathlon militare si è tenuta nel settembre 2009 ad Monaco di Baviera,  Germania
- Pentathlon aeronautico, la LII edizione dei Campionati mondiali militari di pentathlon aeronautico si è tenuta nell'agosto 2009 ad Uppsala,  Svezia
- Pentathlon navale, la XLVI edizione dei Campionati mondiali militari di pentathlon navale si è tenuta nell'agosto 2009 ad Eckernförde,  Germania

## Onorificenze
Il sistema premiale del CISM è il seguente:
- Ordine di merito del CISM[6]
- Stelle di merito degli sport del CISM[7]
- Medaglie individuali e di squadra del CISM[8]
- Musketeer Trophy[9]
- Solidarity Trophy[10]
- Fair Play Trophy "Willy Fleisher"[11]

### Ordine di merito del CISM
L'Ordine attualmente dispone delle seguenti classi di benemerenza:
- gran cordone
- commendatore
- grande ufficiale
- ufficiale
- gran cavaliere
- cavaliere

| Nastri       |              |                  |           |                |           |
| Gran cordone | Commendatore | Grande ufficiale | Ufficiale | Gran cavaliere | Cavaliere |

### Stelle di merito degli sport del CISM
L'onorificenza dispone delle seguenti classi di benemerenza:
- doppia stella d'oro
- stella d'oro
- stella d'argento
- stella di bronzo

| Nastri              |              |                  |                  |
| Doppia Stella d'oro | Stella d'oro | Stella d'argento | Stella di bronzo |

### Medaglie individuali e di squadra del CISM
L'onorificenza dispone delle seguenti classi di benemerenza:
- medaglia individuale (5 cm di diametro):
  - medaglia individuale d'oro
  - medaglia individuale d'argento
  - medaglia individuale di bronzo;
- medaglia di squadra (4 cm di diametro):
  - medaglia di squadra d'oro
  - medaglia di squadra d'argento
  - medaglia di squadra di bronzo

| Nastri                     |                                |                                |
| Medaglia individuale d'oro | Medaglia individuale d'argento | Medaglia individuale di bronzo |
| Medaglia di squadra d'oro  | Medaglia di squadra d'argento  | Medaglia di squadra di bronzo  |